# Pantodonta
Die Pantodonta sind eine ausgestorbene Gruppe der Säugetiere. Sie sind die ersten größeren  pflanzenfressenden Säugetiere, die im Fossilbericht erscheinen. Pantodonten lassen sich zuerst in der Shanhuang-Formation aus dem frühen Paläozän von China nachweisen. Bemalambda hatte einen Schädel von 20 cm Länge und erreichte die Ausmaße eines großen Hundes. In Nordamerika erschien die Gruppe im Mittleren Paläozän und lebte bis zum Mittleren Eozän. Vertreter wie Coryphodon und Titanoides erreichten die Größe eines Nashorns. Es gab allerdings auch kleine Arten, die weniger als 10 kg wogen. Durch Zahnfunde sind die Pantodonta auch im Paläozän Südamerikas und dem Eozän der Antarktis nachgewiesen.

## Merkmale
Die Pantodonten waren eine sehr formenreiche Gruppe, die von leichtgebauten Arten, wie bei dem möglicherweise baumbewohnenden Archaeolambda, über den langschwänzigen, einem kleinen Riesenfaultier ähnelnden Barylambda, bis zu den schon erwähnten nashorn- oder flusspferdähnlichen Formen in Nordamerika reichte. Eine Art hatte wahrscheinlich einen kurzen Rüssel. Die Gliedmaßen waren meist kurz und stämmig, alle fünf Zehen waren noch vorhanden. Sie endeten meist in kleinen Hufen, bei Titanoides in kurzen Krallen. Die Bezahnung der Pantodonta ist noch vollständig, ohne Diastemata (Zahnzwischenräume). Charakteristisch sind die Molaren, die W-förmige scharfe Kanten hatten. Die Zähne der gefundenen Fossilien haben eine geringe Abnutzung, was auf weiche Pflanzennahrung schließen lässt.

## Familien
Es wurden zehn Familien beschrieben, die primitivste sind die Bemalambdidae. Alle anderen werden als Eupantodontia zusammengefasst.

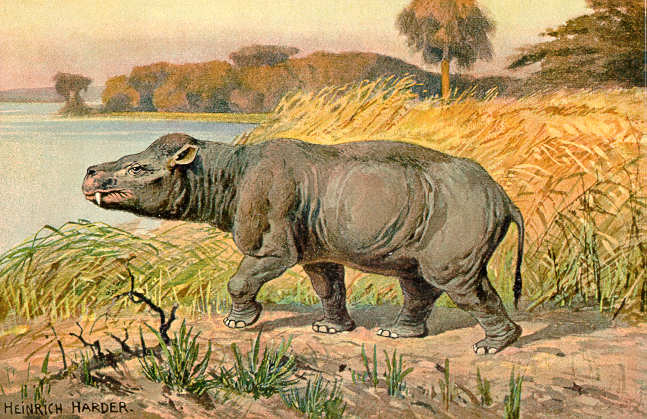
Coryphodon

- Bemalambdidae
- Eupantodontia
  - Archaeolambdidae
  - Barylambdidae
  - Coryphodontidae
  - Cyriacotheriidae
  - Harpyodidae
  - Pantolambdidae
  - Pantolambdodontidae
  - Pastoralodontidae
  - Titanoideidae